# Llibre del tresor

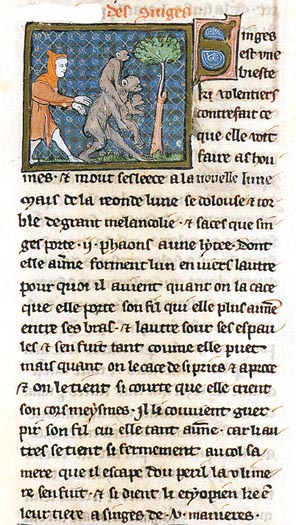
Els llibres del tresor, llibre I, pàgina del bestiari que descriu el mico.

El Llibre del tresor (originalment en langue d'oïl: Li livres dou tresor), també conegut com Tesoro i Trésor, és una obra enciclopèdica compilada a França en llengua francesa antiga entre 1260 i 1267 per Brunetto Latini, polític, poeta, historiador i filòsof florentí, professor i amic de Dante Alighieri.des d Es tracta d'un còdex il·luminat del segle xiii, conservat actualment a la Biblioteca Nacional de Rússia, a Sant Petersburg, amb la signatura Fr. F. v. III, 4.

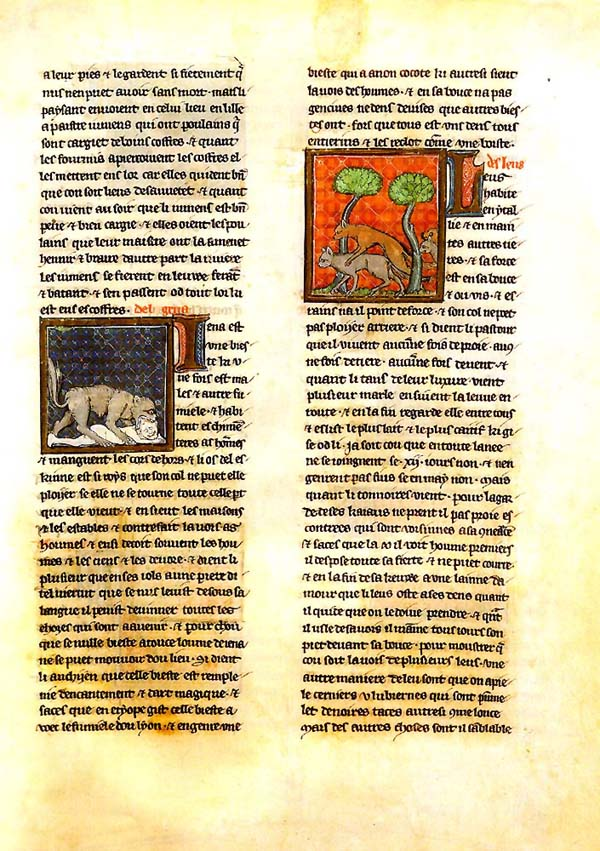
Detall d'una pàgina del Llibre del tresor amb els seus característics arabescos i imatges d'animals.

## Història
Aquesta producció va ser escrita en Langue d'oïl, durant l'exili de l'autor a França entre els anys 1260 i 1267, perquè com va explicar l'autor, en l'obra original en francès antic "Li livres dou tresor": "la parleure est plus delitable et plus comune a touz languaiges" ("Era la més agradable i més comú llengua parlada " al segle XIII). va ser després ampliada a Florència al voltant de 1275 .
És un resum dels coneixements de l'època. Es considera la primera enciclopèdia escrita en una llengua europea moderna. La traducció italiana del segle xiii es va atribuir erròniament a Bono Giamboni.
A la península ibèrica va arribar només la primera versió, de la qual es conserven tretze manuscrits. El curiós és que en alguns d'aquests manuscrits se cita com a promotor de la traducció a Alfons X mentre que en altres se cita Sanç IV, per la qual cosa és possible que es fessin dues traduccions de la mateixa obra.

## Composició
Es compon de tres llibres o parts diferenciades:
- La primera comença amb una «història universal», que comprèn la història bíblica, la història de Troia, la de Roma i la de l'Edat Mitjana, seguides d'una història natural on es recopila una extensa informació sobre astronomia i geografia i s'hi inclou un bestiari. També tracta detalladament algunes espècies d'animals de pèl i de ploma.
- La segona versa sobre ètica: recull pensaments de moralistes, clàssics i medievals, i estudia els vicis i les virtuts propis dels homes;
- La tercera, la part més original de l'obra, tracta de qüestions relacionades amb la política i l'art de governar que, segons l'autor,

Tot i ser un compendi d'estil antic, en la línia dels de Marcià Capel·la i Isidor de Sevilla, posseeix una sèrie de trets que mostren un intent d'acostament al nou públic al qual anava dedicat (funcionaris, burgesos i classe nobiliària), com són l'omissió dels temes religiosos i el tractament dels altres (la retòrica i l'ètica) mai abordats per extens en una obra d'aquestes característiques.

## Descripció
L'obra es compon de 298 pàgines i 155 miniatures ; l'enquadernació és en pell marró amb motius de mosaics.
Les miniatures d'aquest còdex són extremadament riques i variades. La imaginació de l'artista és inesgotable: els marges de 18 folis són plens de nombrosos arabescs i droleries. Aquestes són una de les sèries més evolucionades, més interessants i més antigues d'aquest gènere en la història de la miniatura europea. Abunden també bèsties, personatges grotescs i estranys, nans; acròbates que fan equilibris i malabarismes i músics que toquen la trompeta, la flauta, la viola, la pandereta, l'orgue i la gaita; també apareixen ocells, llebres, cérvols, lleons i uns gossos a la caça del porc senglar. Fins i tot, s'ha dibuixat la creació d'Eva.
Les il·lustracions de la història natural utilitzen esquemes tradicionals que es remunten als bestiaris de tradició romànica.

## Edicions Actuals
El 1971, Editorial Barcino en va publicar dintre de la col·lecció "Els Nostres Clàssics", una versió en quatre volums de la traducció original al català de Guillem de Copons, amb el títol "El llibre del tresor".
El segell M. Moleiro Editor va publicar el 1999 la primera i única reproducció facsímil del Llibre del tresor, en una edició limitada a 987 exemplars, acompanyada d'un volum d'estudi de l'any 2000 a càrrec de LI Kisseleva (Biblioteca Nacional de Rússia, Sant Petersburg), IP Mokretsova (Institut Estatal d'Investigacions per a la Restauració (GosNIIR)), WB Clark (Marlboro College), IP Mokretsova, GZ Bykova i VN Kiréyeva (Institut Estatal d'Investigacions per a la Restauració (GosNIIR)).